# グループ・オブ・セブン (カナダ)

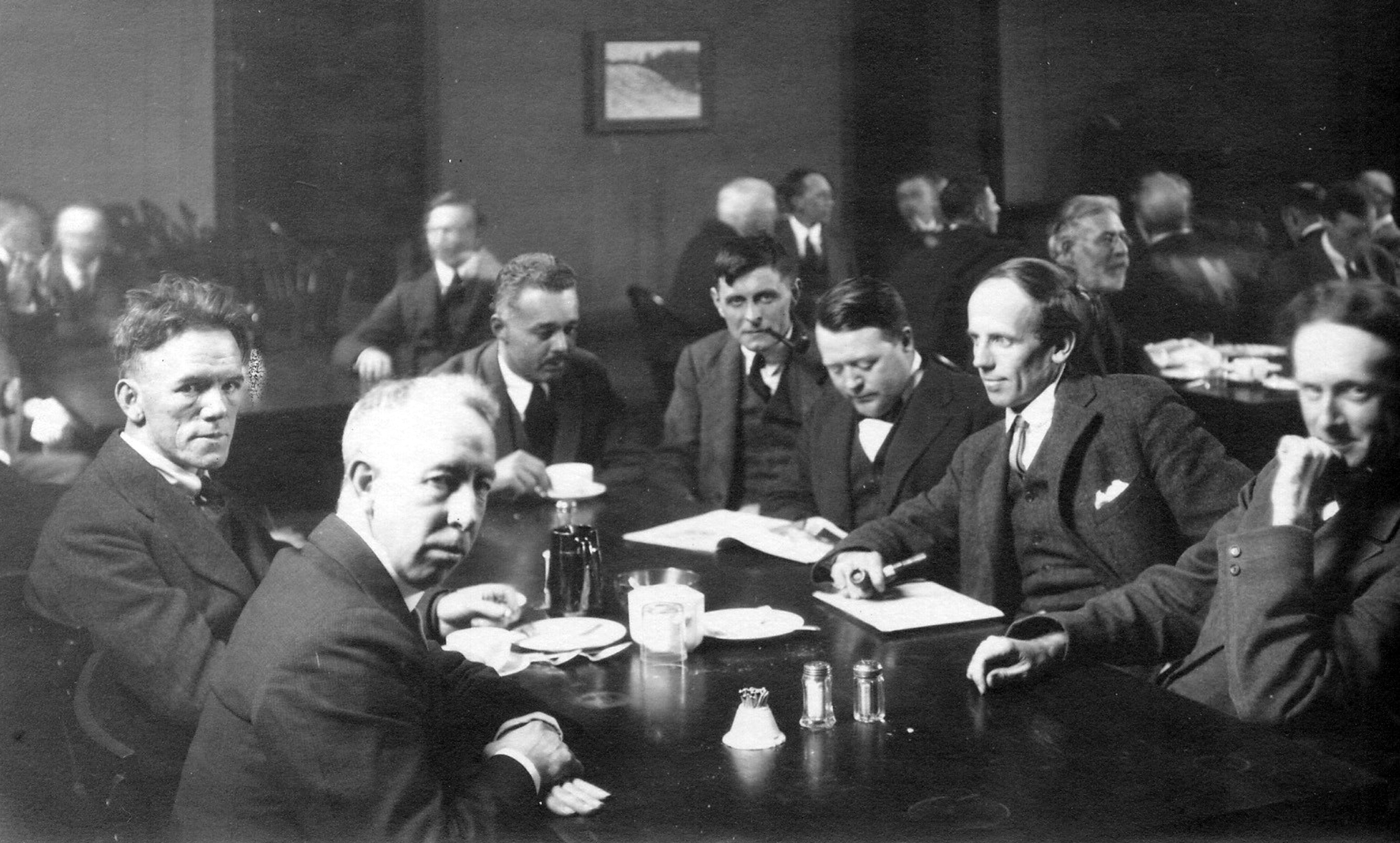
グループ・オブ・セブンの画家、左からヴァーリー、ジャクソン、ハリス、フェアリー、ジョンストン、リズマー、マクドナルド

グループ・オブ・セブン（英語：Group of Seven）は、主に1920年代に活動したカナダの風景画の画家7人のグループ。元々はフランクリン・カーマイケル (Franklin Carmichael) 、ローレン・ハリス (Lawren Harris) 、A・Y・ジャクソン (A. Y. Jackson) 、フランク・ジョンストン (Frank Johnston) 、アーサー・リズマー (Arthur Lismer) 、J・E・H・マクドナルド (J. E. H. MacDonald) 、フレデリック・ヴァーリー (Frederick Varley) の7名からなっていた。
トム・トムソン (Tom Thomson) はこのグループと交流を持っていたが、グループ形成前に死去したため、このグループの公式メンバーとなったことは一度もない。また、エミリー・カーもこのグループに触発されメンバーから賞賛され、（当時の女性としては異例なことに）時にはグループ展にも出展したが、公式メンバーになったことはない。他の画家もこのグループに参加するようになり、結果として「カナダ画家グループ (Canadian Group of Painters) 」と言う組織になった。
グループ・オブ・セブンは、19世紀末にパリ・モンマルトルで活動した欧州の印象派に大きく影響を受けている。

## 関連する画家の作品

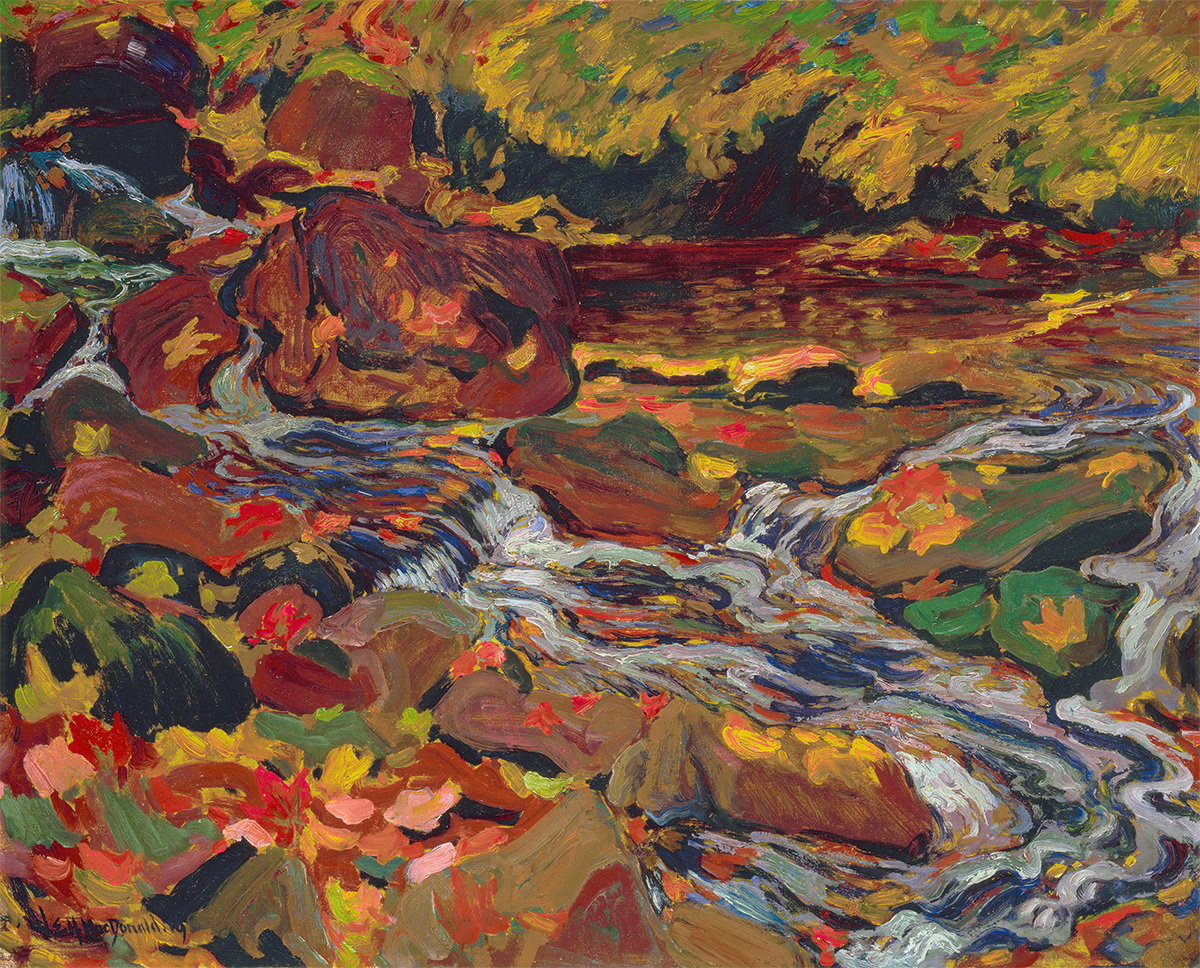
小川の落ち葉(1919) J・E・H・マクドナルド
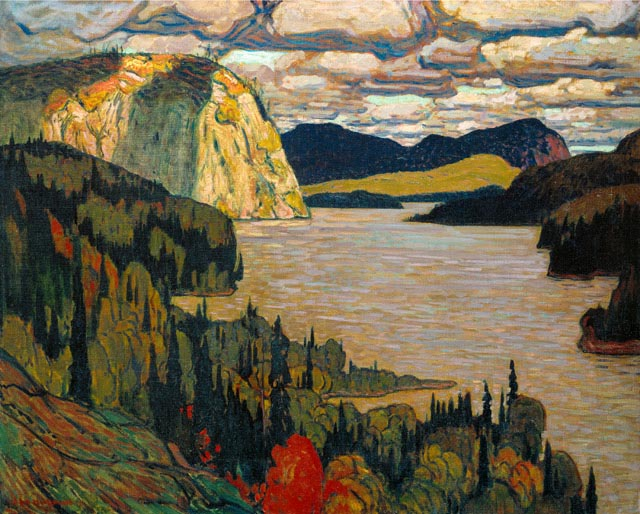
"The Solemn Land"(1921) J・E・H・マクドナルド
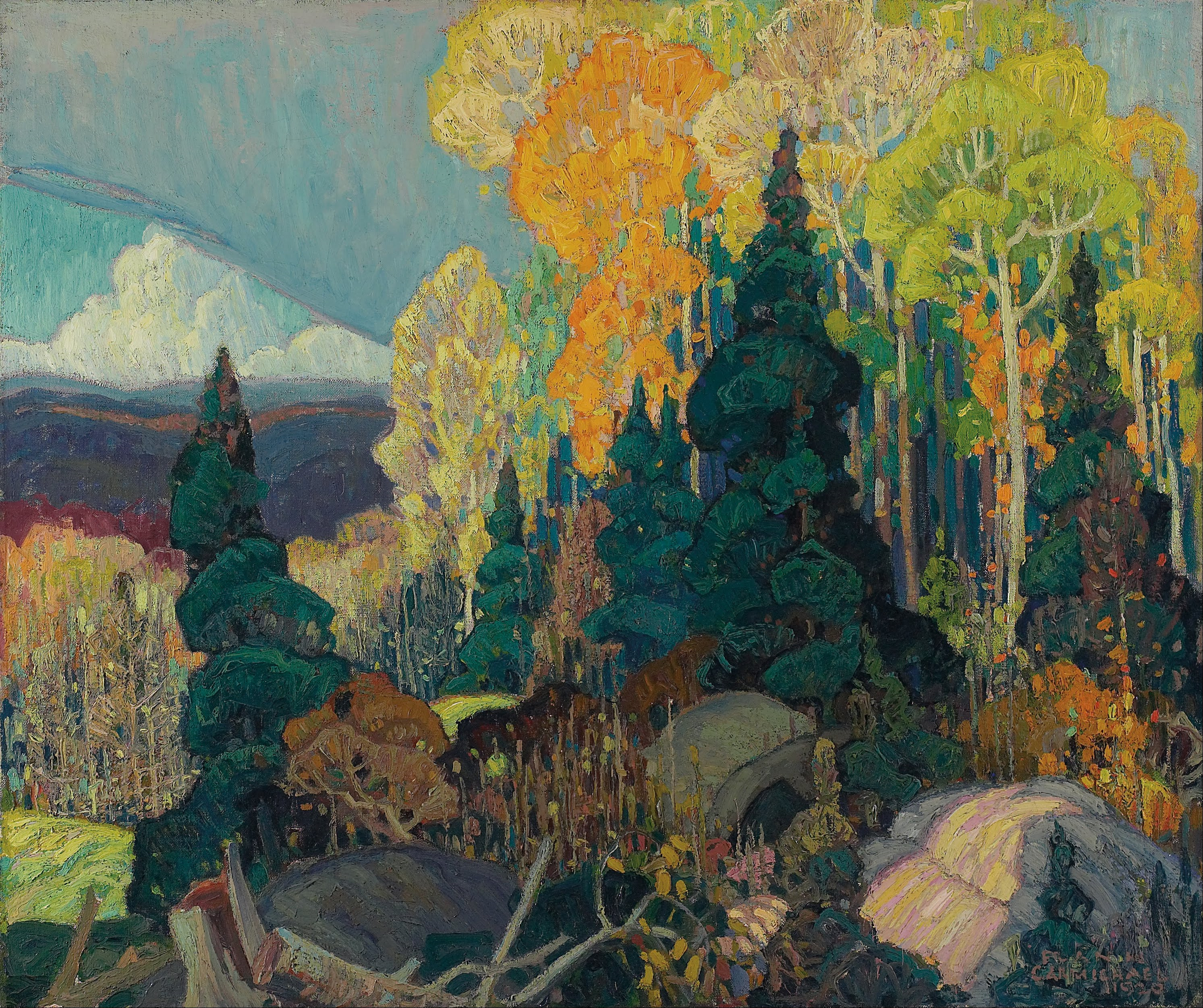
"Autumn Hillside"(1920 フランクリン・カーマイケル
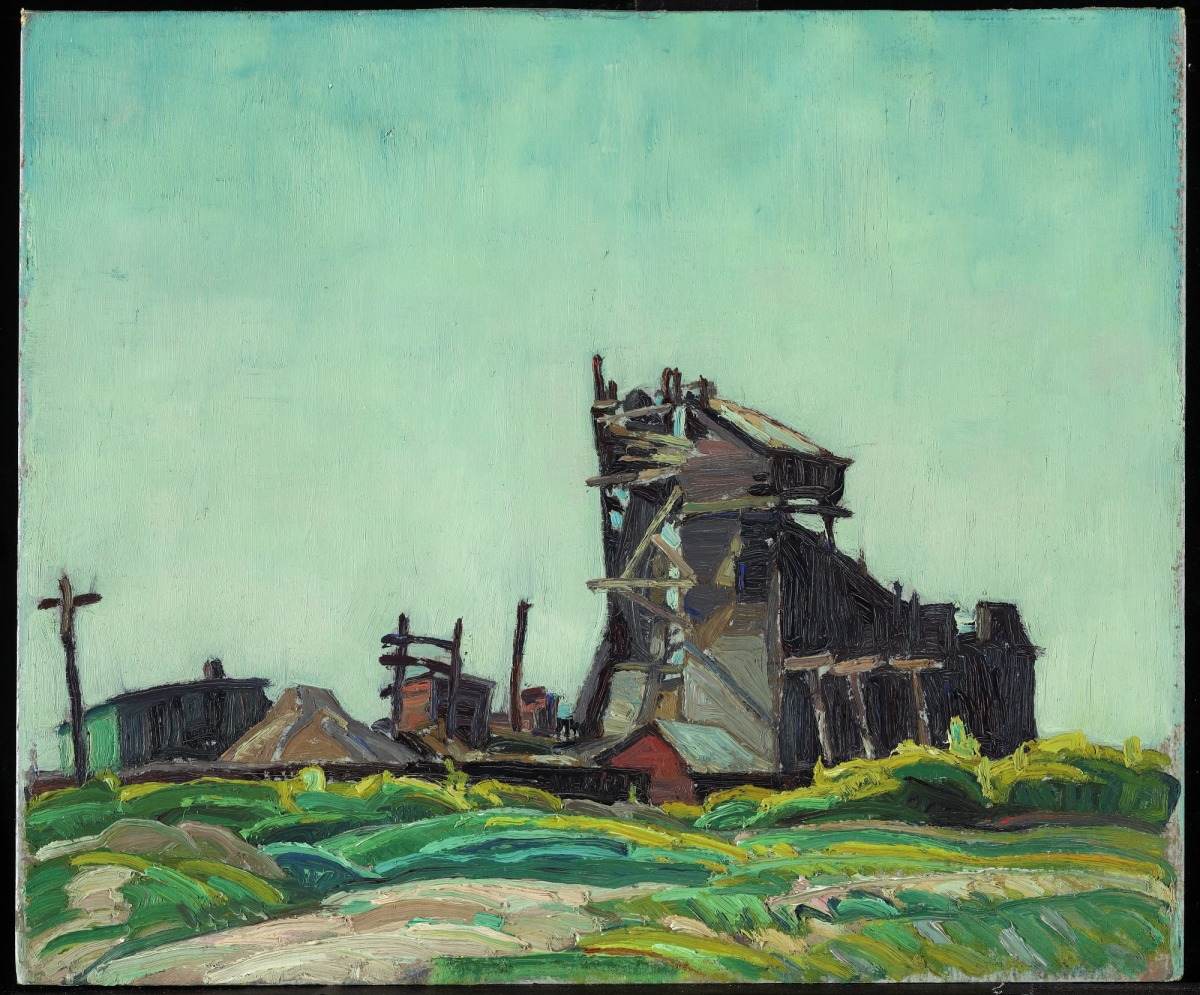
"Untitled (Industrial Building)" フランクリン・カーマイケル
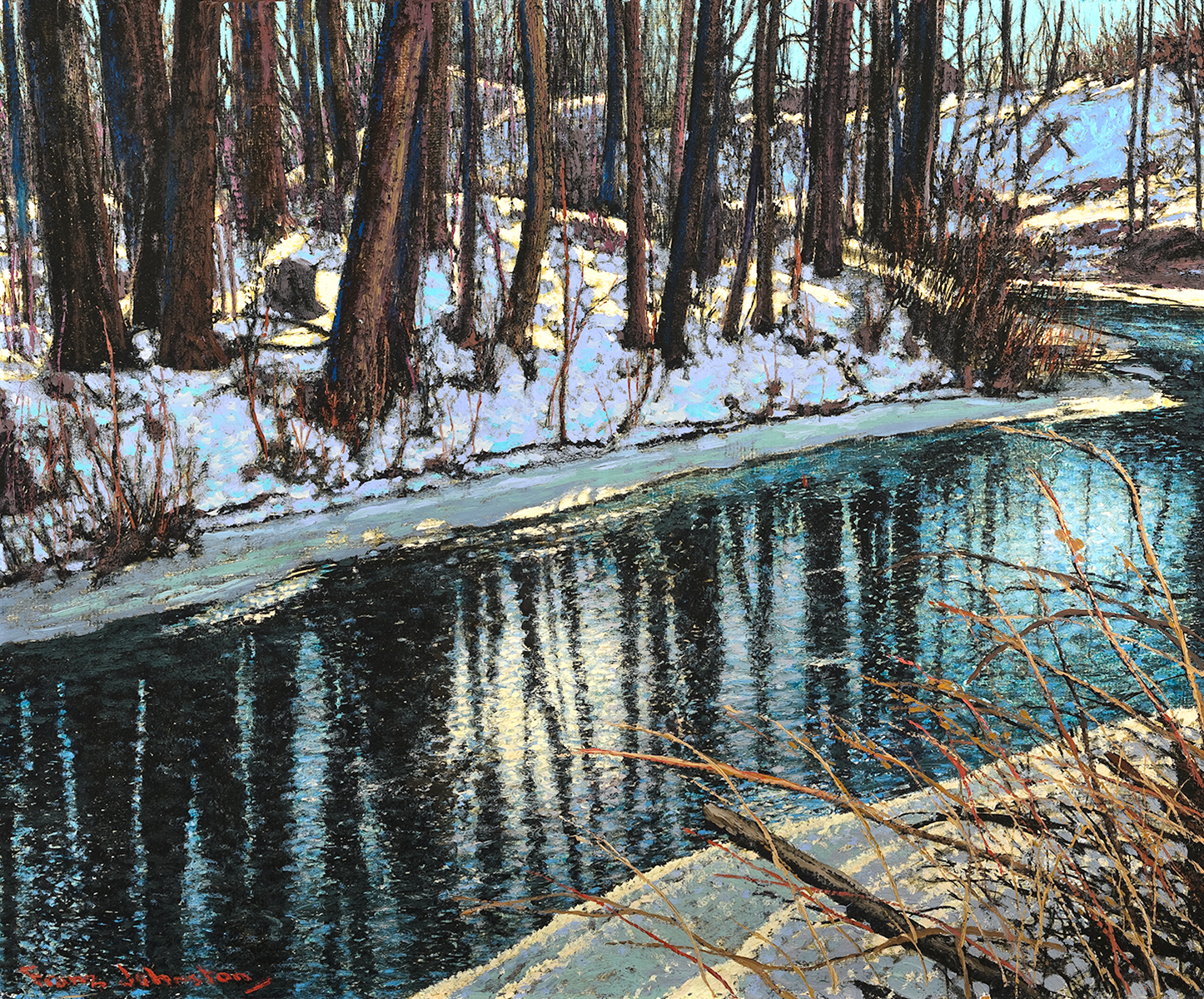
"Reflections" フランク・ジョンストン
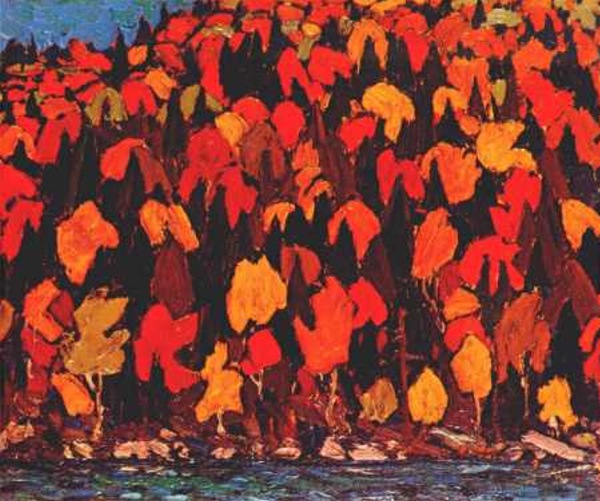
"Autumn Foliage" トム・トムソン
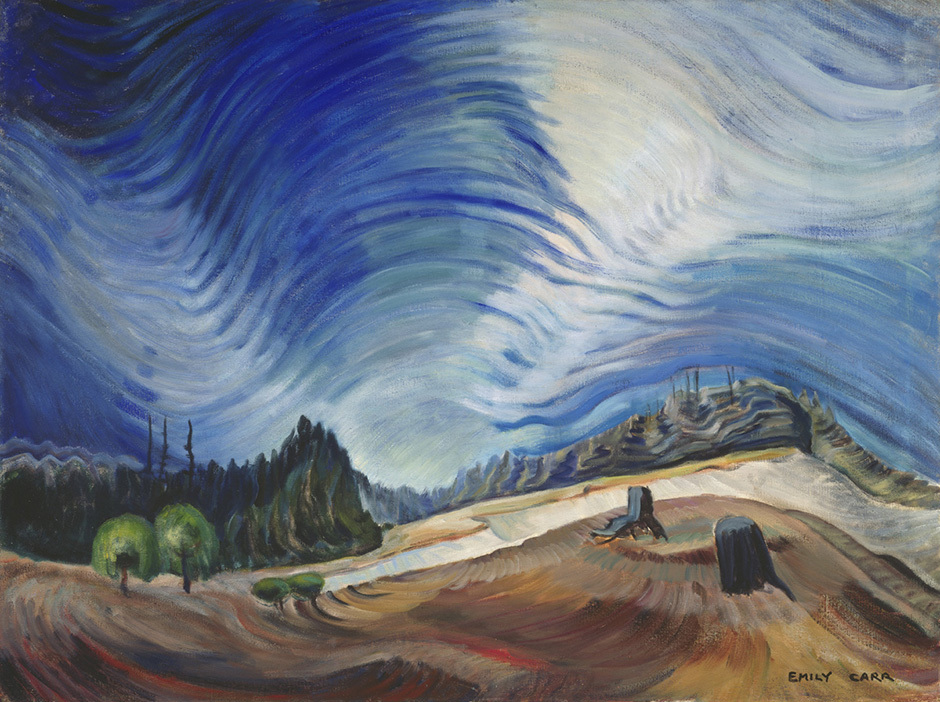
"Above the Gravel Pit" エミリー・カー